# Одореу (комуна)
Одореу (рум. Odoreu) — комуна у повіті Сату-Маре в Румунії. До складу комуни входять такі села (дані про населення за 2002 рік):
- Беріндан (86 осіб)
- Винеторешть (15 осіб)
- Етень
- Куку
- Мертінешть (271 особа)
- Одореу (4483 особи) — адміністративний центр комуни

Комуна розташована на відстані 443 км на північний захід від Бухареста, 8 км на схід від Сату-Маре, 122 км на північ від Клуж-Напоки.

## Населення
За даними перепису населення 2002 року у комуні проживали 4855 осіб.
Національний склад населення комуни:
| Національність | Кількість осіб | Відсоток |
| -------------- | -------------- | -------- |
| румуни         | 3366           | 69,3%    |
| угорці         | 1300           | 26,8%    |
| цигани         | 168            | 3,5%     |
| німці          | 17             | 0,4%     |
| українці       | 3              | 0,1%     |
| італійці       | 1              | < 0,1%   |

Рідною мовою назвали:
| Мова       | Кількість осіб | Відсоток |
| ---------- | -------------- | -------- |
| румунська  | 3372           | 69,5%    |
| угорська   | 1473           | 30,3%    |
| німецька   | 7              | 0,1%     |
| циганська  | 2              | < 0,1%   |
| українська | 1              | < 0,1%   |

Склад населення комуни за віросповіданням:
| Релігія            | Кількість осіб | Відсоток |
| ------------------ | -------------- | -------- |
| православні        | 2878           | 59,3%    |
| реформати          | 978            | 20,1%    |
| греко-католики     | 541            | 11,1%    |
| римо-католики      | 395            | 8,1%     |
| бретрени           | 14             | 0,3%     |
| адвентисти         | 9              | 0,2%     |
| п'ятдесятники      | 5              | 0,1%     |
| атеїсти            | 3              | 0,1%     |
| лютерани           | 2              | < 0,1%   |
| не релігійні       | 2              | < 0,1%   |
| баптисти           | 1              | < 0,1%   |
| не вказали релігію | 11             | 0,2%     |